# Plukenetia supraglandulosa
Plukenetia supraglandulosa är en törelväxtart som beskrevs av L.J.Gillespie. Plukenetia supraglandulosa ingår i släktet Plukenetia och familjen törelväxter. Inga underarter finns listade i Catalogue of Life.